# Condado de Bustillo
El condado de Bustillo es un título nobiliario español creado por la reina Isabel II en 9 de diciembre de 1860 a favor de José María de Bustillo Gómez de Barreda, marino y ministro de Marina en España.

## Condes de Bustillo
- José María de Bustillo y Gómez de Barreda (Cádiz, 6 de abril de 1802-Puerto de Santa María, 2 de mayo de 1868), I conde de Bustillo[2][3] y senador,[4] hijo de Fernando Bustillo y de la Cueva y Juana Gómez de Barreda y Pastrana.[1]

Casó con Eduarda Mergelina y Gómez de Barreda. En 4 de diciembre de 1869 sucedió su hijo:
- José María de Bustillo y Mergelina, II conde de Bustillo.[2][5] En 13 de junio de 1911, por rehabilitación, sucedió:[2]

- Pedro Armero Manjón (n. Sevilla, 25 de febrero de 1885), III conde de Bustillo[2] y alcalde de Sevilla.[5] Era hijo de José Armero y Benjumea y Fernández de Peñaranda y de Leona Manjón y Mergelina.

Casó con María Luisa Díez e Hidalgo. En 12 de junio de 1968 sucedió:
- José María de Bustillo Delgado, IV conde de Bustillo.[2]

Casó con Beatriz García Ramos. En 23 de octubre de 1986 sucedió su hija:
- María Beatriz de Bustillo y García-Ramos, V condesa de Bustillo.[2][7]

Casó con Ramón Melquíades Argüelles Álvarez y fueron padres de tres hijos: José María (casado en junio de 2006 con Cristina de Vega Suárez), Ramón y María Beatriz (casada en septiembre de 1993 con Gregorio Arroyo Salcedo).